# Бодуэн II (граф Фландрии)
Бодуэн II (Балдуин Лысый; фр. Baudouin II de Flandres; умер 10 сентября 918, похоронен в Сен-Бертине, Гент) — граф Фландрии с 879 года из Первого Фландрского дома.

## Биография

### Правление
Бодуэн II, старший сын графа Бодуэна I Фландрского и Юдифи, дочери короля Западно-Франкского государства Карла II Лысого, унаследовал Фландрию после смерти своего отца в 879 году. Ранние годы его правления были омрачены частыми вторжениями викингов.
Воспользовавшись прекращением нападения норманнов, Бодуэн II занялся расширением границ своего графства на юг. Он активно вмешивался в междоусобицы, которые происходили в Западно-Франкском королевстве после свержения императора Запада Карла III Толстого, балансируя между Эдом Нейстрийским и Карлом III Простоватым. При этом Бодуэн был не очень разборчив в средствах: в том числе, по его приказу был убит граф Герберт I де Вермандуа, виновный в гибели Рауля, брата Бодуэна. В итоге Бодуэн II смог распространить свою власть на области Куртре, Турне, Артуа, Тернуа и Булонь, и к концу его правления Фландрия стала граничить с Вермандуа и Нормандией. Кроме того, ему принадлежала значительная часть морского побережья между Звином и Соммой.
Между 893 и 899 годами Бодуэн II женился на англосаксонской принцессе Эльфтрите, дочери короля Уэссекса Альфреда Великого, положив начало связям между Фландрией и Англией.
В 899 году король Карл III Простоватый передал архиепископу Реймса Фульку аббатство Сен-Вааст в Аррасе, которое до этого находилось под контролем Бодуэна II. В результате возникшего конфликта между графом Фландрии и архиепископом Реймса 17 июня 900 года Фульк был убит Винемаром, одним из вассалов Бодуэна II.
Бодуэн II скончался в 918 году. Графство Фландрия и все основные владения Бодуэна перешли к его старшему сыну Арнульфу I, а графство Булонь стало владением его младшего сына Адалульфа, чьи потомки были вассалами графов Фландрии.

### Семья
Жена — Эльфтрита Уэссекская (ок. 877—7 июня 929), дочь Альфреда Великого. Дети:
- Арнульф I (не ранее 884[5]—27 марта 965) — граф Фландрии с 918 года
- Адалульф (не ранее 890[5]—13 ноября 933) — граф Булони с 918 года
- Элсвид
- Эрментруда
- NN[6].